# Erich Lachmann
Pour les articles homonymes, voir Lachmann.
Erich Gustav Willie Lachmann (né le 6 novembre 1909 à Liegnitz, mort le 23 janvier 1972 à Wegscheid) était un policier allemand, membre de la SS qui a participé à l'Operation Reinhard  en servant au camp d'extermination de Sobibor.
Après avoir commencé sa carrière comme policier, Lachmann est affecté, en septembre 1941, au camp de Trawniki où il assure la formation de prisonniers de guerre ukrainiens qui ont accepté de servir comme garde de camps d'extermination nazis.
Selon ses propres déclarations, il est ensuite affecté, à partir d'août 1943 au camp d'extermination de Sobibor en tant que commandant des auxiliaires ukrainiens ; des témoins déclarent qu'il a été affecté à Sobibor un an plus tôt, soit en août 1942.  L'ancien garde SS Erich Bauer décrit Lachmann comme un « alcoolique qui volait comme les corbeaux ». Des déportés survivants, comme Ada Lichtman et Abraham Margulies témoignent qu'il a violé des jeunes filles.
Lorsque Franz Reichleitner succède à Franz Stangl comme commandant du camp, il renvoie Lachmann à Trawniki, le jugeant inapte au service. Au cours de l'hiver 1942-1943, Lachmann déserte pour s'enfuir avec sa maîtresse polonaise ; il est arrêté quelques mois plus tard à Varsovie et condamné par un tribunal SS à  six années de prison.
Relâché en avril 1945, il est fait prisonnier par les troupes soviétiques et survit au conflit.
Lors du procès de Sobibor, il est accusé de participation au meurtre de 150 000 Juifs. Au cours de ce procès, il déclare : « Je n'avais rien contre les Juifs. Je les considérais comme les autres gens. J'avais acheté précédemment mes vêtements  chez un Juif, Max Süssmann, à Liegnitz ». Jugé mentalement inapte, il est acquitté au motif qu'il a agi sous la contrainte.